# Plecia apoxys
Plecia apoxys är en tvåvingeart som beskrevs av Fitzgerald 1998. Plecia apoxys ingår i släktet Plecia och familjen hårmyggor. Inga underarter finns listade i Catalogue of Life.